# Вендорф (Мекленбург-Передняя Померания)
Вендорф (нем. Wendorf) — община в Германии, в земле Мекленбург-Передняя Померания.
Входит в состав района Северная Передняя Померания. Подчиняется управлению Нипарс.  Население составляет 990 человек (на 31 декабря 2010 года). Занимает площадь 15,68 км².